# アナキズム
アナキズム（英:  anarchism、仏: anarchisme、露: анархизм、アナーキズムとも）は、国家や宗教など一切の政治的権威と権力を否定し、自由な諸個人の合意のもとに個人の自由が重視される社会を運営していくことを理想とする思想。四大巨頭とされる著名な思想家はウィリアム・ゴドウィン、ピエール・ジョゼフ・プルードン、ミハイル・バクーニン、ピョートル・クロポトキン。アナキズムは自由主義的な立場である個人主義的無政府主義と、社会主義的な立場である社会的無政府主義にも分類され、アナキズムの支持者はアナキスト（アナーキスト）と呼ばれる。日本では無政府主義と訳される場合も多いが、誤解の多い訳語として忌避される傾向もある。

## 語源と用語、および定義
アナキズム（英: Anarchism）の語源は、「支配者」を意味する αρχή（archi）に「〜が無い」を意味する接頭辞の ἀν-（an-）が付いた「支配者がいない」ことを意味する古代ギリシア語の ἀναρχία（anarkhia）またはἀναρχος（anarkhos）である。接尾辞の -ισμός（-ism）は思想・イデオロギーであることを意味している。英語では、 anarchism という言葉は1642年から anarchisme として現れ、anarchy は1539年から現れた。フランス革命における様々な派閥は、敵対者に対して anarchists という烙印を押したが、そのような非難を受けた者の中に後のアナキストと同様の見解を持つ者はほとんどいなかった。ウィリアム・ゴドウィン（1756〜1836）やヴィルヘルム・ヴァイトリング（1808〜1871）などの19世紀の多くの革命家は、次の世代のアナキズムの原則に貢献することになったが、彼らは自分自身や自分の信念を表現する際にアナキストやアナキズムといった語を使わなかった。
自らアナキストを名乗った最初の政治哲学者は、「無政府主義の父」と言われている19世紀フランスのピエール・ジョゼフ・プルードン（1809〜1865）である。1890年代以降、フランスを始めとしてリバタリアニズムはアナキズムの同義語として用いられることが多く、アメリカ以外の国では現在でも同義語として使われるのが一般的であるが、他方では個人主義的な自由市場哲学のみを指す言葉としてリバタリアニズムを用いる人もおり、自由市場無政府主義をリバタリアン・アナキズムと呼んでいる。
国家への反対はアナキズム思想の中心だが、様々な潮流がアナキズムを微妙に異なって捉えているため、アナキズムを定義することは容易ではなく、学者やアナキストの間で多くの議論がなされている。そのため、アナキズムとは、あらゆる人間関係の営みにおける権威や階層的組織（国家、資本主義、ナショナリズム、および関連するすべての制度）に反対し、自発的な結社と自由、および分権化に基づく社会を支持する政治哲学の集合体であると言えるかもしれない。しかし、この定義は語源に基づく定義（単なる支配者の否定）や、反国家主義に基づく定義（アナキズムはそれ以上のものである）、あるいは反権威主義に基づく定義（これは結果論である）と同じ欠点を持っている。とはいえ、アナキズムの定義の主要な要素には以下のものが挙げられる。
1. 非強制的な社会への意志。
2. 国家組織の棄却。
3. 人間本性が、そのような非強制的社会の中に人間が存在すること、あるいはそれに向かって進歩することを可能にしているという信念。
4. アナキズムの理想を追求するための具体的行動の提案。

オードリー・タンは「保守的なアナーキスト」を自称し、日本での「無政府主義」との訳を批判している。

## 歴史

### 近代以前

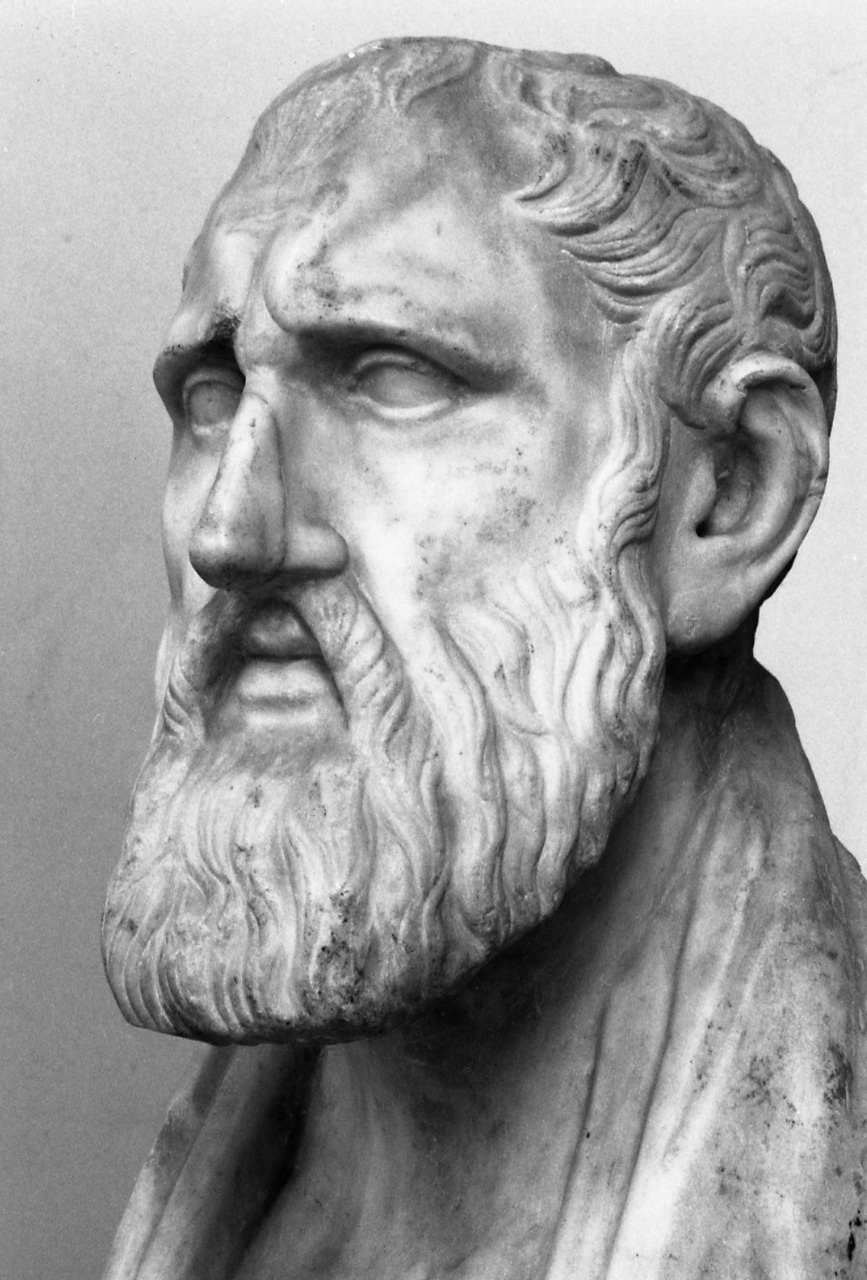
ゼノンが著した『Republic』は、ピョートル・クロポトキンに影響を与えた。

先史時代には確立された権威は存在しなかった。権威的制度が確立され、その反動として無政府主義的な思想が人口に膾炙するようになったのは、街や都市が造られた後だった。古代における無政府主義の最も顕著な前身は中国とギリシアにあった。中国では、哲学的無政府主義（国家の正当性に関する議論）が道教の哲学者である荘子と老子によって叙述された。同様に、無政府主義的な態度はギリシアの悲劇家と哲学者によっても表現された。アイスキュロスとソポクレスは、国家によって布かれた規則とオートノミーとの対立を説明するためにアンティゴネーの神話を用いた。ソクラテスはアテナイの当局に絶えず疑問を投げかけ、意識の個人的自由の権利を主張した。キュニコス派は、人間が作った法律（ノモス）と関連付けられた権威を退け、自然法則に従って生きようとした。ストア派は、国家の存在を伴わない市民間の非公式で友好的な関係に基づく社会を支持していた。
中世では、一部の禁欲的な宗教運動を除き、イスラム世界やキリスト教圏のヨーロッパにおいて無政府主義的な活動は見られなかった。このような伝統は、後に宗教的無政府主義を生み出した。サーサーン朝ペルシャでは、マズダク教が平等主義と君主制の廃止を求めたが、すぐに国王によって弾圧された。バスラでは、敬虔な宗派が国家に対して説教を行った。ヨーロッパでは、様々な宗派が反国家主義的および自由主義的な傾向を持つに至った。リバタリアンの思想は、ヨーロッパでの理性主義とヒューマニズムの展開に伴い、ルネサンス期にさらに隆盛した。小説家たちは、強制ではなく自発に基づいた理想的社会を小説に描いた。啓蒙主義は、社会的進歩に対する楽観主義を持ってアナキズムへとさらに押し進められた。

### 近代
フランス革命の際、アンラジェとサン・キュロットのパルチザングループは、反国家主義と連邦主義の騒乱の中に転機を見た。最初のアナキズムの流れは18世紀を通して発展した。ウィリアム・ゴドウィンはイギリスで哲学的無政府主義を支持し、国家は不当なものであるとの道徳的な判断を下した。マックス・シュティルナーの思想は個人主義への道を開き、ピエール・ジョセフ・プルードンの相互主義理論はフランスの肥沃な地に根を下ろした。このアナキズムの古典時代は、1939年にスペイン内戦が終わるまで続き、後にアナキズムの黄金時代だったと考えられるようになった。

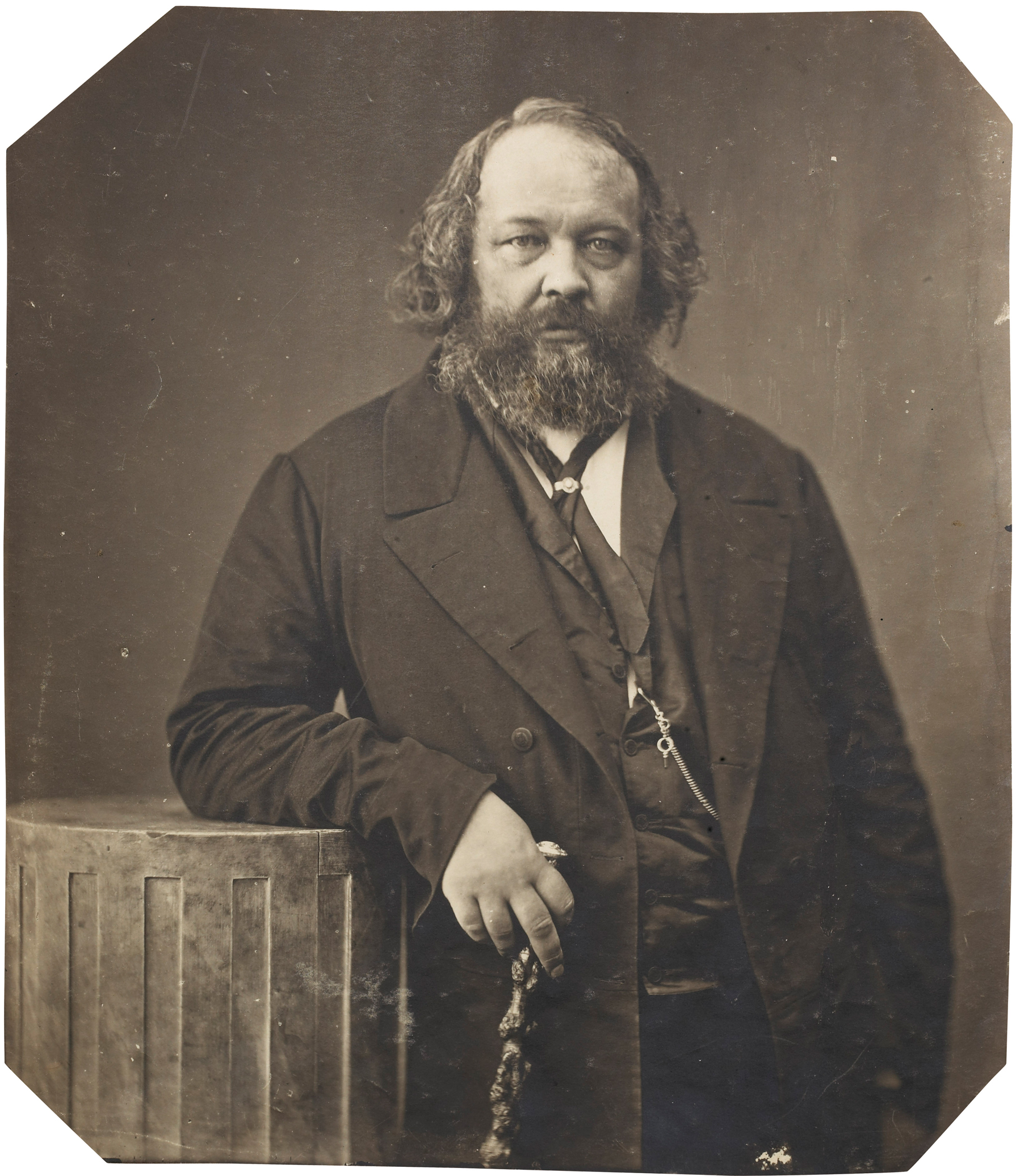
ミハイル・バクーニンはプロレタリア独裁を目標とするマルクス主義に反対した。マルクス主義者によって第一インターナショナルを追放される前、彼は連邦主義者と同盟していた。

ミハイル・バクーニンは、相互主義に基づいて集産主義的無政府主義を確立し、国際労働者協会に加入した。国際労働者協会は、後に第一インターナショナルとして知られるようになった結社であり、多様な革命的潮流を統合するために1864年に発足した。インターナショナルは重要な政治勢力となり、その重要人物であるカール・マルクスは総評議会のメンバーであった。バクーニンの派閥であるジュラ連合と、相互主義者であるプルードンの支持者は、マルクスの国家社会主義に反対し、政治的自制主義と小規模な私有財産制を主張した。苦い論争の後、バクーニン主義者は1872年のハーグ大会でマルクス主義者によってインターナショナルから追放された。バクーニンは、「革命家がマルクス主義の条件下で権力を得た場合、労働者の新たな専制君主に終わることになるだろう」という有名な予測を残した。追放された後、アナキストはサン＝ティミエ・アナキスト・インターナショナルを形成した。ロシアの哲学者・科学者であるピョートル・クロポトキンの影響の下、無政府共産主義は集産主義と重なり合うようになった。1871年のパリ・コミューンに触発された無政府共産主義者は、自由な連邦と必要に応じた物資の分配を提唱した。
世紀の変わり目には、アナキズムは世界中に広がっていた。中国では、少数の学生グループが無政府共産主義の人文主義的なプロサイエンス版を輸入した。東京は、極東の国々から勉強のために殺到した反抗的な若者たちのホットスポットだった。ラテンアメリカでは、アルゼンチンがアナルコ・サンディカリスムの牙城になり、最も顕著な左翼イデオロギーとなった。この間、少数のアナキストが戦術として革命的な政治暴力を採用した。この戦略は、後に「行為によるプロパガンダ」として知られるようになった。個人主義的な政治的表現と行動を好んだパリ・コミューンの弾圧に続いて、フランスの社会主義運動は多くのグループに分断され、多くのコミュナードが処刑および流刑された。多くのアナキストがこれらのテロ行為から距離を置いていたにもかかわらず、運動には悪評が付いた。イリーガリズムは、同年に一部のアナキストが採用した別の戦略である。

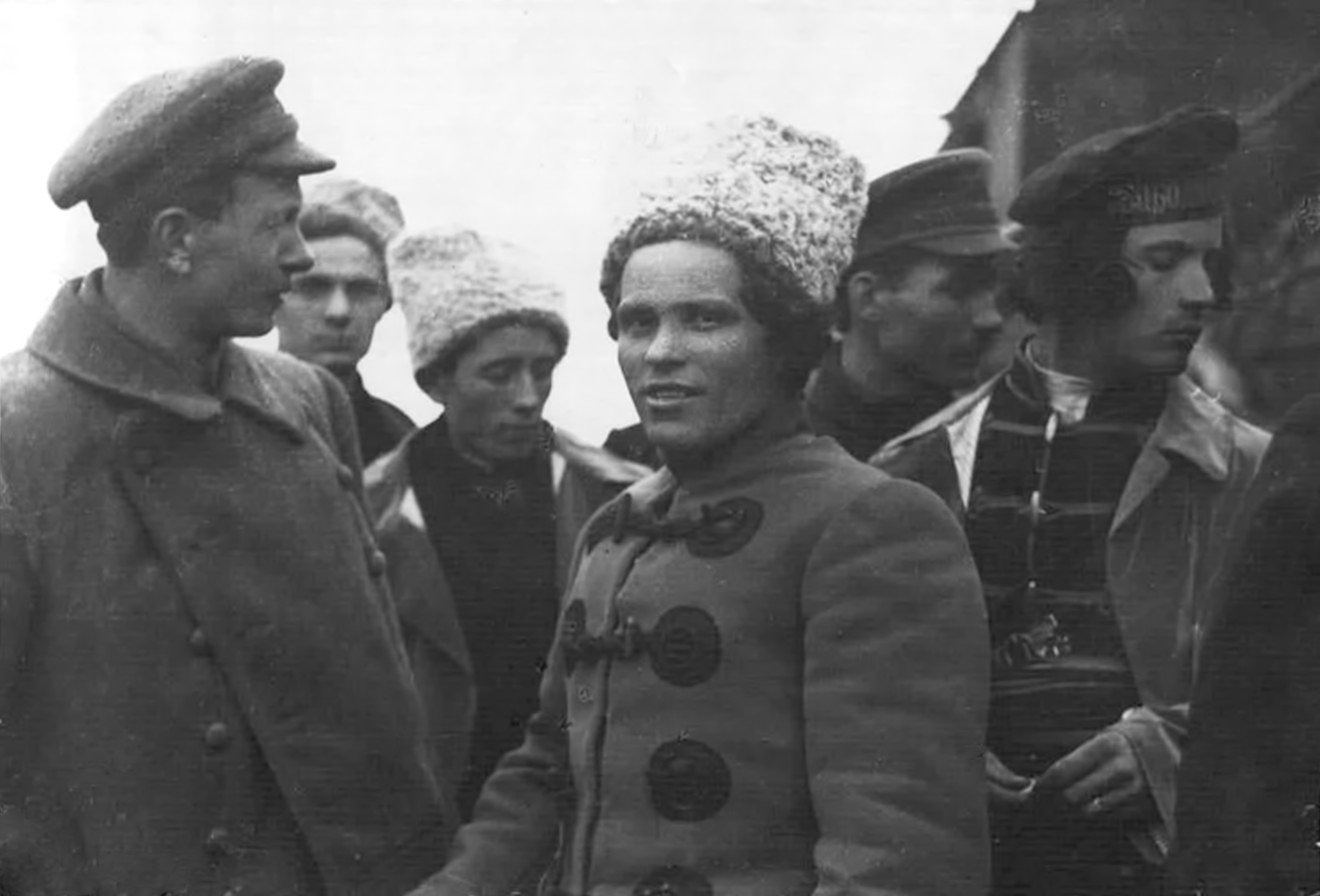
ネストル・マフノとウクライナ革命反乱軍のアナキスト。

アナキストは、懸念を余所にロシア革命へ熱心に参加し白軍と戦った。しかし、ボリシェヴィキ政権が安定すると彼らは激しい弾圧に直面した。ペトログラード（現在のサンクトペテルブルク）とモスクワからは一部のアナキストがウクライナへ逃亡し、クロンシュタットの反乱と自由地区でのネストル・マフノによる闘争につながった。ロシアでアナキストが弾圧される中、二つの新たな対立軸、すなわち政綱主義（英:  Platformism）と統合無政府主義（英:  Synthesis anarchism）が生まれた。前者は革命を推進する首尾一貫した集団を作ろうとしたが、後者は政党と類似するものに反対していた。十月革命とその結果としてのロシア内戦でのボリシェヴィキの勝利を見て、多くの労働者と活動家は、無政府主義と他の社会主義運動を犠牲にして成長した共産党に転向した。フランスとアメリカでは、主要なサンディカリスト運動のメンバーが、彼らの組織であるフランス労働総同盟と世界産業労働組合から離れ、コミンテルンに参加した。
スペイン内戦では、アナキストとサンディカリスト（CNT-FAI）が再び左派の様々な潮流と同盟を組んだ。スペインにおけるアナキズムの長い伝統は、内戦でアナキストが極めて重要な役割を果たすことにつながった。軍の反乱に応じる形で、農民と労働者のアナキストに触発された運動は、民兵の支援を受けてバルセロナと農村部の広大な地域を支配し、土地を共同所有するようになった。ソ連は内戦開始時に限定的な支援を提供したが、スターリンが共和派の支配権を掌握しようとしたため、May Daysと名付けられた一連の出来事で共産主義者と無政府主義者の間で苦闘が繰り広げられる結果となった。

### 戦後と現代

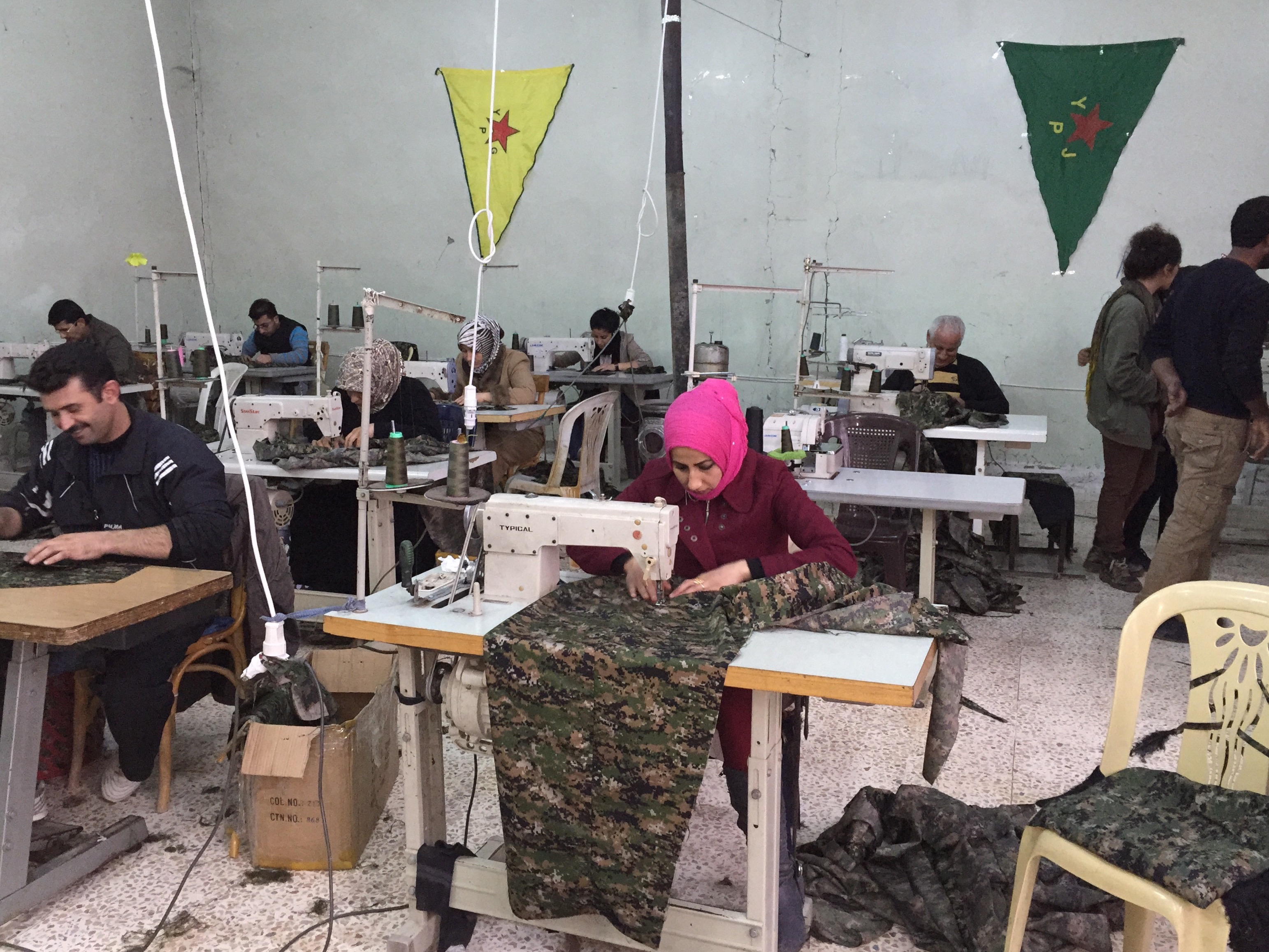
ロジャヴァの縫製組合。ロジャヴァは労働者が協同組合を結成する取り組みを支援している。

第二次世界大戦終結後、アナキストの運動は大幅に弱まった。しかし、1960年代には、マルクス・レーニン主義の失敗と冷戦の緊張によって引き起こされたと思われるアナキズムの復活が見られた。この間、アナキズムは、反核と環境・平和運動、新左翼、1960年代のカウンターカルチャーなど、国家と資本主義の両方に批判的な他の運動に根付いた。アナキズムは、クラスやセックス・ピストルズなどのバンドに示されるように、パンクのサブカルチャーと関連するようになり、第二波フェミニズムでは、アナルカ・フェミニズムの確立されたフェミニズムの傾向が活力を持って戻ってきた。
21世紀への変わり目には、アナキズムは反戦と反資本主義、および反グローバリゼーション運動の中で人気と影響力を増した。アナキストは、世界貿易機関、主要国首脳会議、世界経済フォーラムに対する抗議活動に参加したことで知られるようになった。抗議活動の間、ブラック・ブロックとして知られている即興で作られ指導者がいない匿名集団が、暴動と器物損壊、および警察との暴力的対峙に従事した。この時代に作られた他の組織的戦術には、セキュリティ文化とアフィニティ・グループ、およびインターネットなどの分散化された技術の利用などがある。この時代に起きた大きな出来事は、1999年にシアトルで開催されたWTO会議での抗議である。アナキストの思想は、メキシコのサパティスタ民族解放軍や、シリア北部にある事実上の自治区で、一般的にロジャヴァとして知られている北シリア民主連邦の発展に影響を与えた。

## 日本

### 近代

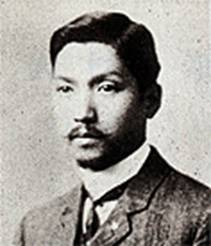
大杉栄。大正時代、日本においてアナルコ・サンディカリスムを主張した。

日本では、先駆的に江戸時代後期の安藤昌益がアナキズム的な発想で思想を展開した。近代思想としてのアナキズムの影響ということでいえば、幸徳秋水がいる。秋水はクロポトキンの影響を受けていた。明治末期、幸徳秋水は無政府主義を実現させるための直接行動を主張したが、幸徳事件（大逆事件の一つ）で死刑となった。大正時代に入りロシア革命が起こると、大杉栄が主張する労働組合を基盤としたアナルコ・サンディカリスムが一定数の支持を得た。
マルクス主義・共産党との対立以降
アナキズムでは政党も否定するため、　日本のマルクス主義者（ボリシェヴィキ）との間にアナ・ボル論争と呼ばれる論争が行われた。大杉栄が日本のアナキストの中心であったため、1922年にボリシェヴィキ率いるソ連の「コミンテルン日本支部 日本共産党」として日本共産党が設立、1923年の大杉は関東大震災後の混乱の中、甘粕事件で殺害されることで衰退した。
大杉の死後、主導的人物を失ったアナキズム運動は個人的な活動から組織的・社会的な運動となっていった。まず、八太舟三に代表される純正アナキズム（アナルコ・サンディカリスムは、サンディカリスムの影響を受けた不純なアナキズムであるとの批判）が盛んになり、その後は、アナキズムとしては異例の強固な「党的志向」をもった日本無政府共産党や、全国的な農民運動として、歴史的には「農青イズム」と呼ばれた革命的地理区画を全国に樹立した具体的で実践的な農村青年社の運動が登場した。権藤成卿、橘孝三郎らの超国家主義・農本主義運動らにもアナキズムは影響を与えた。詩人の金子光晴や日本のダダイスムもアナキズムに影響を受けており、その作品のいくつかはアナキズムを謳っている。
1935年には日本無政府共産党ギャング事件が、翌1936年に約350名が治安維持法違反として検挙される農村青年社事件が起きる。この事件をもって「戦前のアナキズム活動の終息」と見る向きもある。

### 戦後
太平洋戦争敗戦後のアナキストの潮流はプルードン主義の立場に近く、実力での資本主義制度の打倒よりも地域コミュニティ再建の実現を目指していた。戦後のアナキズムはアナルコ・サンディカリズム系の日本アナキスト連盟と、純正アナキズム系の日本アナキスト・クラブが啓蒙的活動を続けていたが、何れもサロン的、研究クラブの域を出ず、ほとんど影響力はなく、アナキズムは死んだに等しいと見なされていた。
そのようなアナキズムが蘇ったのは1968年から1970年にかけての全国的な学園闘争においてである。学園闘争の中核となった全学共闘会議（全共闘）の多くはノンセクトであり、日大全共闘芸術学部闘争委員会（後期）などのように、旗やヘルメットは黒を基調とした組織も多く、またその運動形態も、アナキスト系組織に見られる比較的自由な評議制をとっていたことから、アナキズムへの関心が芽生えることになった。東京のアナキストは連盟の後継の要素を引き摺り、学習会的・サロン的色彩を払拭出来ず（麦社）、それ以外もテロリスト的な小結社主義（東京行動戦線、背叛社）の域を出なかったが、関西・大阪のアナキストは、小組織・小グループの傾向を離脱してアナキスト革命連合（ARF、アナ革連）という「アナキスト・ブント」とあだ名された統一組織を形成し、各大学や地域において強力な運動を展開した。関西の主要大学にはアナキスト連合の組織や支部が形成され、キャンパスにはアナキストの黒旗が翻り、一部では完全にマルクス主義者を凌駕していた。1974年から1975年にかけて連続企業爆破事件を起こした東アジア反日武装戦線はアナキズム傾向がある組織だった。
戦後のアナキストとしては、詩人の秋山清や、後に右翼の立場性を鮮明にする評論家大澤正道らがおり啓蒙的著述を続けていたが、その後、向井孝は自身のミニコミ紙で非暴力直接行動論を粘り強く持論とし、フランスにいた尾関弘はダニエル・ゲランの翻訳を行った。またアナキスト革命連合の活動家だった千坂恭二は『情況』や『映画批評』誌などでバクーニンの思想をベースにブント的アナキズムを精力的に展開し、大島英三郎は黒色戦線社を設立し八太舟三の純正アナキズムの普及に努めた。
作家の石川淳や埴谷雄高、俳優の天本英世などがアナキズムに強い関心を示すとともに、映画評論家で『映画批評』編集長の松田政男はアナキズムの立場を明確にしていた。また現在では佐藤優や福田和也らがアナキズムに言及している。
脱資本主義を掲げたオルタナティブ運動としてのだめ連、「ゆるいアナキズム」を提唱した栗原康や鶴見済など街頭闘争より個人の生活スタイルの変化に重視を置く運動も起こっている。加納穂子は沈没家族と称して、新たな家族のあり方を模索した。
だめ連に関わりアナキスト的活動をしていた外山恒一は、ファシズムとアナキズムを根本的に同一とみなし、「アナキストは、かつて一度も勝利したことがないし、これからも決して勝利することがない」としてファシストに転向すると、千坂恭二も共闘してアナルコ・ファシストとも呼ぶべき独自の体系化を行った。

## 思想
アナキズムの思想潮流は、一般的にその起源と価値観、および歴史の違いによって、社会的無政府主義と個人主義的無政府主義の二つの主要な歴史的伝統に分けられる。個人主義的な潮流は、自由な個人への抑圧に反対する消極的自由を強調しており、社会主義的な潮流は、平等と社会的所有を通じて自由な社会の可能性を達成することを目指す積極的自由を強調している。時系列的に見ると、アナキズムは19世紀後半の古典的潮流と、その後に発展した古典的潮流の後続（アナルカ・フェミニズムやグリーン・アナキズム、ポストアナーキズムなど）に細分化される。
政治的無政府主義を構成する無政府主義運動の特定派閥を超える立場として、国家は、それを排除しようとする革命を受け入れないため、道徳的正当性を欠いているとする哲学的無政府主義がある。 特に個人主義的無政府主義の構成要素である哲学的無政府主義は、最小限の国家の存在を容認する場合があるが、個人の自律性と競合する場合は、市民は政府に従う道徳的義務を負わないと主張している。アナキズム哲学において道徳は中心的役割を持っているため、アナキズムは道徳的議論に多くの注意を払っている。
アナキスト間に存在したセクト主義に対する反応の一つは、形容詞のないアナキズムだった。形容詞のないアナキズムは、アナキストの間での寛容主義と連帯を訴えかけており、1889年に当時のアナキズム理論の苦い論争に応答する形でFernando Tarrida del Mármolによって採用された。分離にもかかわらず、様々なアナキズムの思想潮流は、個別の実体ではなく、混ざり合う傾向にあると見られている。
アナキズムは、一般的に政治的スペクトル上で極左に置かれる。その経済学と法哲学の多くは、集産主義、共産主義、個人主義、相互主義、そしてサンディカリスムといった急進的な左翼・社会主義政治の反権威主義的かつ反国家主義的、およびリバタリアン的な解釈を反映している。アナキズムには単一の特定の世界観に基づくような原理原則が存在しないため、アナキズムには多くの分派と伝統が存在しており、広漠な多様性を持つ。

### 古典期

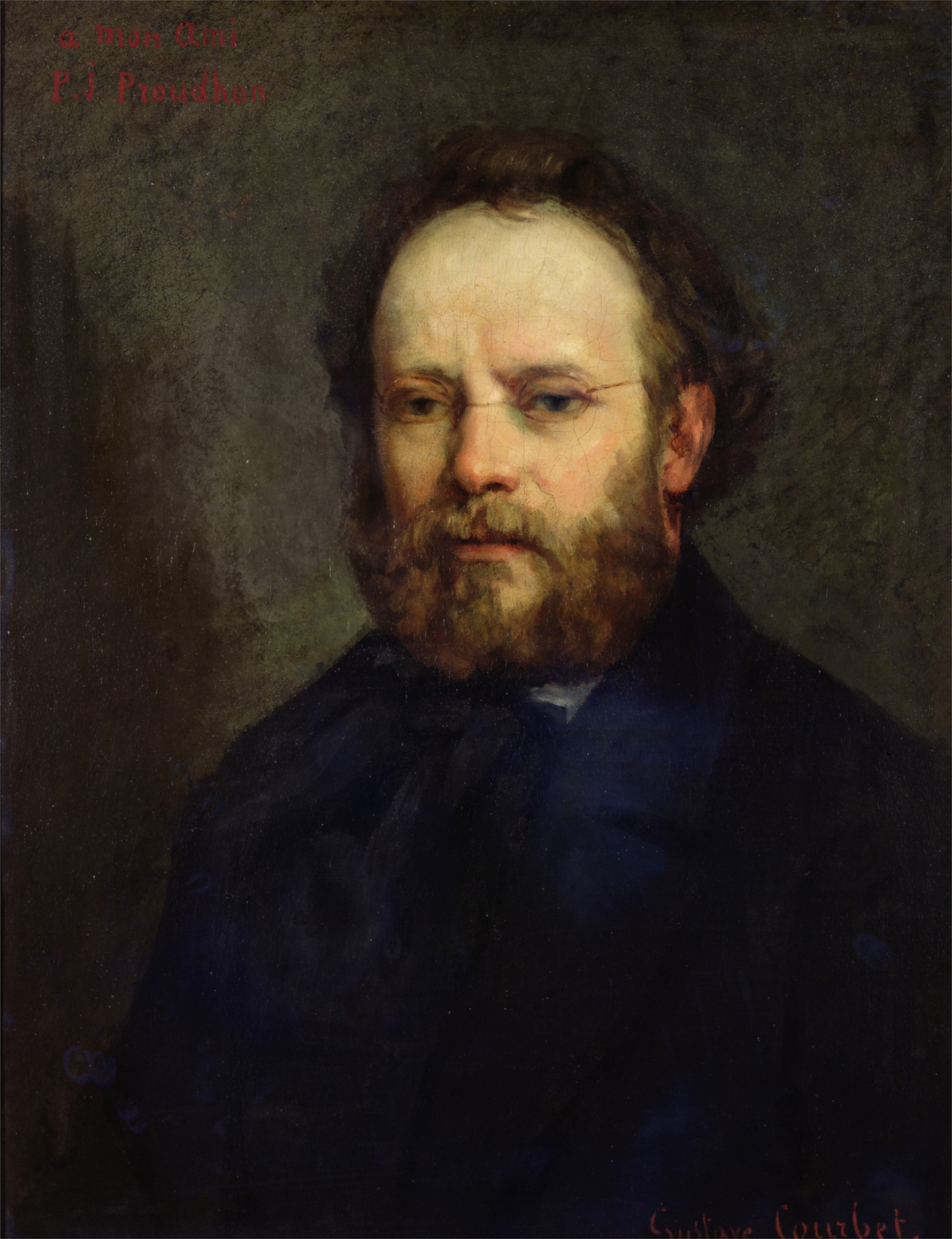
ピエール・ジョセフ・プルードン。アナルコ・ミューチュアリズムの主な提唱者であり、個人主義的無政府主義と社会的無政府主義の両方の思想家に影響を与えた。

古典的アナキズムの初期の潮流は相互主義（ミューチュアリズム）と個人主義であり、社会的無政府主義の主要な潮流（集産主義、共産主義、サンディカリスム）がそれに続いた。これらは、理想とする社会の組織的および経済的な側面で異なっている。
相互主義は18世紀の経済理論で、ピエール・ジョセフ・プルードンによってアナキズム理論へと発展させられたものである。相互主義の目標には、互恵主義、自由結社、任意契約、連邦制、および人民銀行によって規制される信用取引と通貨改革などがある。相互主義はアナキズムの個人主義と集産主義の形態の中間に配置されるよう、遡及的に特徴付けられた。プルードンは、彼の目標を「社会の第三形態としての共産主義と財産の統合」として最初に特徴付けた。
集産主義的無政府主義（アナキスト集産主義やアナルコ・コレクティビズムとも言われる）は、ミハイル・バクーニンとよく関連付けられるアナキズムの革命的社会主義的形態である。集産主義的無政府主義者は、暴力革命によって達成すると理論化されている生産手段の共同所有と、共産主義にあるような必要に応じた物資の分配ではなく、労働時間に応じた労働者への給与の支払いなどを主張している。集産主義的無政府主義は、マルクス主義と並んで発生したが、集産主義的な無国家社会という同様の目標を持つにもかかわらず、マルクス主義のプロレタリア独裁には反対した。無政府共産主義（アナルコ・コミュニズム、コミュニスト・アナキズム、リバタリアン・コミュニズムなどとも言われる）は、生産手段の共同所有と直接民主制、そして「能力に応じて働き、必要に応じて受け取る」という指導的原則に基づいた生産と消費に関わる自発的組合および労働者評議会があるような共産主義社会を主張するアナキズム理論である。無政府共産主義は、フランス革命後の急進的な社会主義の流れから派生して発展したが、第一インターナショナルのイタリア支部で最初に定式化された。それは後に、ピョートル・クロポトキンの理論の中で拡大された。
アナルコ・サンディカリスム（革命的サンディカリスムとも言われる）は、労働組合を革命的な社会変革のための潜在的な力であるとみなし、国家と資本主義を労働者によって民主的に自己管理された新しい社会へ置き換えることを主張するアナキズムの分派である。アナルコ・サンディカリスムの基本原則は、労働者の連帯と直接行動、および労働者自主管理である。
個人主義的無政府主義は、あらゆる外在的決定要因よりも個人とその意志を強調するアナキズム運動内のいくつかの伝統的思想を指す。アナキズムの個人主義的形態に影響を与えたのは、ウィリアム・ゴドウィン、マックス・シュティルナー、およびヘンリー・デイヴィッド・ソローである。多くの国を通して、個人主義的無政府主義は、ボヘミアの芸術家や知識人、およびイリーガリズムとIndividual reclamationとして知られるようになった若い無法者のアナキストなど、少数ながらも多様な支持者を集めた。

### ポスト古典期と現代

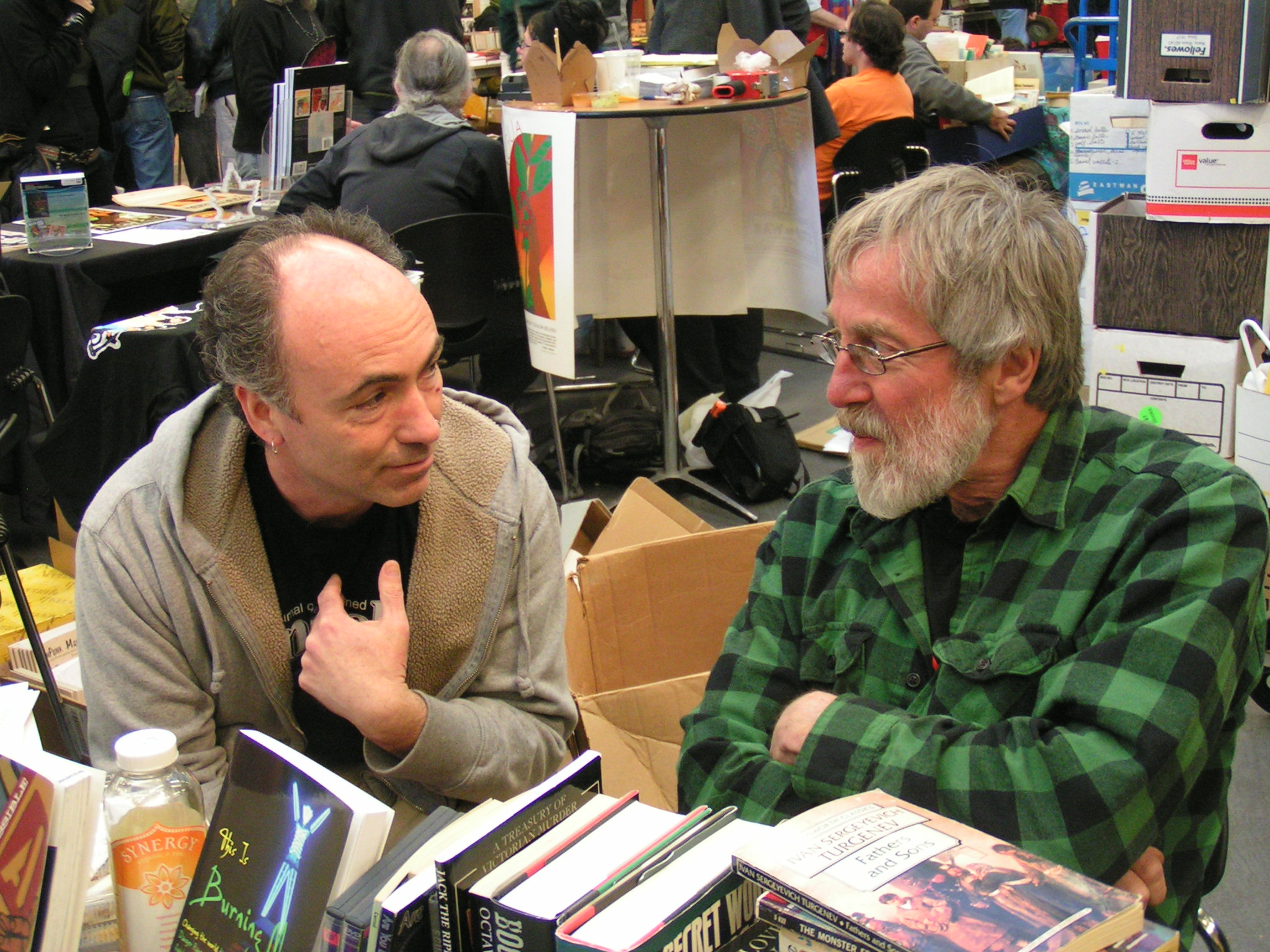
Lawrence Jarach（左）とJohn Zerzan（右）は現代のアナキズムに関する著名な作家である。Zerzanはアナルコ・プリミティビズムにおける著名な発言者であり、Jarachはポスト左翼アナーキーの著名な提唱者である。

アナキズムの原則は、現代の左翼の急進的社会運動を支えている。アナキズム運動への関心は、反グローバリゼーション運動の趨勢と共に発展し、その主要な活動家のネットワークはアナキズム的方向性を持っていた。この運動が21世紀のラディカリズムを形成していく中、アナキズムの原則のより広い受容は関心の再燃を示唆していた。ブラック・ブロックのデモ活動を際立たせて報道する現代のニュースは、アナキズムが混沌と暴力とに歴史的に結びついてきたということを強調しているが、その喧伝によってより多くの学者がアナキズム運動に関与するようになった。アナキズムは、多くの哲学や運動を生み出し続けてきた。それはときに折衷的であり、様々な起源に基づいていたり、異なる概念を組み合わせて新たな哲学的アプローチを生み出したりしてきた。古典的アナキズムの反資本主義の伝統は、現代の潮流の中でも顕著であり続けている。
今日における様々なアナキストのグループと傾向および分派は、現代のアナキズム運動を解説することを困難なものにしている。理論家や活動家は「アナキズムの原則についての比較的安定した集合」を確立しているが、どの原則が核となるかについては意見の一致が見られない。その結果として評論家は、共通の原則がアナキズムの分派間で共有されている一方で、各グループがそれらの原則に異なる優先順位を付けている「複数のアナキズム」（単一の「アナキズム」なるものではなく）を解説している。例えば、男女平等は共通原則であり得るが、それは無政府共産主義者よりもアナルカ・フェミニストにとっての方が優先順位が高い。アナキストは一般的に、次のような強制的権威に反対している。すなわち、「すべての中央集権的で階層的な形態の政府（君主制、間接民主主義、国家社会主義など）、経済的階級制度（資本主義、ボルシェヴィズム、封建制、奴隷制など）、独裁的宗教（イスラム教原理主義、ローマ・カトリックなど）、家父長制、強制的異性愛、白人至上主義、帝国主義」である。しかしながら、これらにどのような方法で対抗すべきかについては、アナキストの間でも意見が分かれている。

## 戦術
アナキストの戦術は様々な形をとるが、主に二つの目標に仕える。第一に、体制に反対すること。第二に、アナキストの倫理を推進し、手段と目的の一致を描くアナキストの社会観を反映させることである。アナキストの戦術は、革命的手段による抑圧的な国家と制度の破壊を目的とするものと、進化的手段による社会変革を目指すものとに大別される。進化的戦術は暴力を拒否し、目標に向かって漸進的なアプローチをとるが、両者には大きな重なり合いがある。
アナキストの戦術は20世紀の間に変遷した。20世紀初頭のアナキストはストライキと闘争に大きく焦点を合わせていたが、現代のアナキストは多数の幅広いアプローチを採用している。

### 古典的戦術

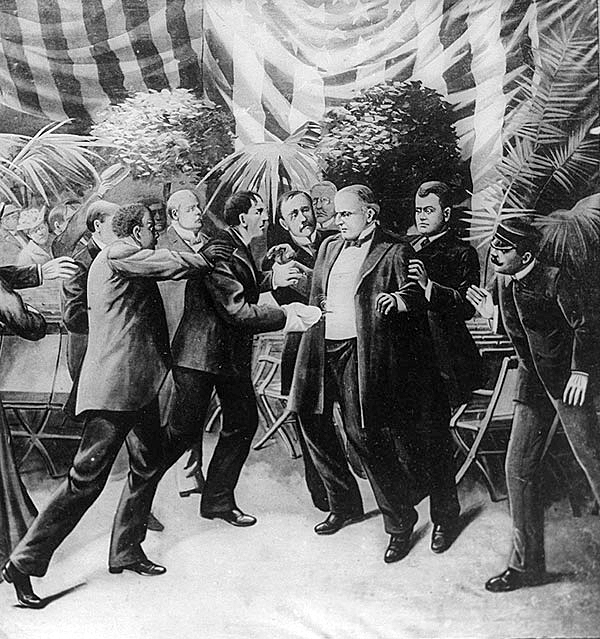
アナキズムと暴力の関係性はアナキストの間で賛否両論のある主題である。画像はマッキンリー大統領暗殺事件の犯人でアナキストのレオン・チョルゴッシュがマッキンリー大統領に向けて発砲する瞬間。

古典時代のアナキストは過激な傾向を持っていた。彼らは、スペインやウクライナであったように国家の正規軍に立ち向かっただけではなく、中には行為によるプロパガンダとしてテロリズムを実行した者もいた。国家元首に対しては暗殺が試みられ、そのうちのいくつかは成功した。また、アナキストは革命にも参加した。暴力に対するアナキストの見解は常に入り組んでおり、論争の的となっている。平和主義アナキストが手段と目的の統一を指摘している一方で、他のアナキストのグループは直接行動、つまり破壊活動やテロ行為を含む戦術を提唱している。このような態度は、20世紀に非常に顕著であった。国家を専制君主とみなし、可能な限りの手段で国家による弾圧に反対するあらゆる権利が自分たちにはあると信じるアナキストもいた。エマ・ゴールドマンとエンリコ・マラテスタは暴力の限定的使用を支持していたが、暴力は必要悪としての国家の暴力に対する反動にすぎないと主張した。
形式的なサンディカリスムに反感を抱く傾向にあり、改良主義とみなしていたにもかかわらず、アナキストはストライキで積極的な役割を果たした。彼らは、それを国家と資本主義を打倒しようとする運動の一部として見ていた。また、アナキストは芸術分野でもプロパガンダを強化し、一部の人々はヌーディズムを実践した。さらに、友情に基づいた共同体を構築し、報道機関にも関与していた。

### 革命的戦術
イタリアのアナキストであるアルフレド・ボナーノは反乱的無政府主義の提唱者であり、クロポトキンをはじめとする著名なアナキストが19世紀後半から採用してきた非暴力的戦術を否定することで、暴力を巡る議論を復活させた。ボナーノとフランスのグループ「The Invisible Comittee」は、それぞれのメンバーが自分の行動に責任を持ちながらも、国家や資本主義、およびその他の敵に対して破壊活動やその他の暴力的な手段を用いて抑圧を打倒するために協力し合う、小規模で非公式な連帯グループを提唱している。「The Invisible Comittee」のメンバーは、2008年に様々な容疑で逮捕されたが、その中にはテロリズムも含まれていた。
全体的に見て、今日のアナキストは、彼らのイデオロギー的祖先と比べて遥かに非暴力的であり過激ではない。特にカナダとメキシコ、およびギリシャのような国では、デモや暴動の際に警察と対峙することがほとんどである。過激なブラック・ブロックの抗議グループは、警察と衝突することで知られている。しかし、アナキストは国家と衝突するだけではなく、ファシストや人種差別主義者との闘いにも従事しており、反ファシズム活動を行ったり差別主義者の集会を阻止したりしている。

### 進化的戦術
アナキストは一般的に直接行動をとる。不当なヒエラルキーに抗議したり、コミューンなどの非階層的反体制集団を作ることにより、生活を自己管理するという形をとる。多くの場合、意思決定はオリゾンタリダとして知られる反権威主義的な方法で行われ、誰もがそれぞれの意思決定において平等な発言権を持つ。現代のアナキストは、様々な草の根運動（明示的にアナキストという訳ではない）に関わっており、多かれ少なかれオリゾンタリダに基づいて個人の自律性を尊重し、ストライキやデモなどの大衆活動に参加している。古典期の「ビッグ・ア・アナキズム」とは対照的な「スモール・ア・アナアキズム」という新たな造語は、古典的アナキズムをベースにしたり、クロポトキンやプルードンを参考にして自分の意見を正当化したりはしない傾向を示している。むしろ彼らは、後に理論化されるであろう自身の経験に基づいた思考と実践を行っているのである。
アナキストの小規模なアフィニティ・グループにおける意思決定プロセスは、戦術的に重要な役割を果たしている。アナキストは、指導者や指導的グループを必要とせずに、グループのメンバー間での大まかな合意を形成するために、様々な方法を採用してきた。一つの方法は、グループの個人がまとめ役を担い、自ら議論に参加したりせず、特定の点を推進したりもすることなく、合意形成のための手助けをすることである。少数派は通常、提案がアナキストの目標、価値観、あるいは倫理観と矛盾していると感じる場合を除き、大まかな合意を受け入れる。アナキストは通常、自律性とメンバー間の友情を強化するために小規模なグループ（5人から20人程度）を形成する。このような種類のグループは、より大規模なネットワークを形成し、相互に接続し合うことが多い。アナキストは現在でもストライキに参加しており、特に、組合を中心に組織されず指導者がいないストライキであるワイルドキャット・ストライキを支持している。
アナキストは、メッセージを広めるために活動の場をオンラインに移した。かつてのように新聞や雑誌も使われていたが、流通やその他の不便さから、アナキストはウェブサイトを作成したり、電子図書館やその他のポータルを主催するようになった。また、アナキストたちは、無料で利用できる様々なソフトウェアの開発にも携わっていた。これらのハクティビストが開発や配布に取り組む方法、特に国家の監視からユーザーのプライバシーを守るという点はアナキストの理想と類似している。
アナキストは自らを組織し、公共空間を屯し埋め尽くす。抗議活動のような重要なイベントが行われ空間が占拠されている際、それは一時的自治区（TAZ）とよく呼ばれ、シュルレアリスムや詩、アートが融合してアナキストの理想を示す空間となる。屯するのは資本主義の市場たる都市空間を取り戻すための方法であり、実利的需要に応える模範的な直接行動であるとアナキストは考えている。空間を確保することで、アナキストは自分たちのアイデアを実験し社会的な絆を構築することができる。すべてのアナキストがそれらに対して同じ態度を共有している訳ではないが、非常に象徴的なイベントでの様々な形態の抗議活動が、これらの戦術に加えて現代のアナキズムを明瞭なものにしているカーニバレスクな雰囲気を形成している。

## 主な論点
アナキズムは多様な姿勢と傾向、そして思想潮流を体現している哲学であり、価値観やイデオロギー、および戦術の問題をめぐる意見の相違が一般的である。その多様性は、異なるアナキズムの伝統間で同一の用語が広く異なる形で使用されることに繋がり、アナキズム理論の定義問題を多く生み出してきた。例えば、資本主義とナショナリズム、および宗教のアナキズムとの適合性は広く議論されている。それと同様に、アナキズムはマルクス主義と共産主義、集産主義、および労働組合主義などのイデオロギーとも複雑な関係を持っている。アナキストは、ヒューマニズムや神の権威、啓発された利己心、ヴィーガニズム、あるいは数々の代替的な倫理的教義等に動機付けられている場合がある。文明と技術、そして民主的プロセスなどの現象は、あるアナキズムの潮流では鋭く批判され、同時に他の潮流では称賛されることがある。例えば、アナルコ・プリミティビズムは科学技術に批判的だが、アナルコ・トランスヒューマニズムは科学技術を用いて積極的に人間を変えようとさえする。

### アナキズムと教育
|      | アナキストの教育             | 国家の教育                   |
| ---- | ---------------------------- | ---------------------------- |
| 構想 | 自制としての教育             | サービスとしての教育         |
| 運営 | コミュニティベース           | 国家主導                     |
| 方法 | 実践に基づく学習             | 職業訓練                     |
| 目標 | 批判的な社会の一員になること | 生産的な社会の一員になること |

教育に対するアナキストの関心は、古典的アナキズムが出現した頃にまで遡る。アナキストは、個人と社会の将来的な自律性の基礎を築く「適切な」教育を、相互扶助の行為であると考えている。ウィリアム・ゴドウィンやマックス・シュティルナーなどのアナキストは、支配階級が特権を継承させる手段の一つとしての公教育と私教育の両方を攻撃した。
1901年、カタルーニャのアナキストで自由思想家のフランシスコ・フェレールは、カトリック教会の影響を受けていた教育制度に反対し、バルセロナに近代的な教育機関を設立した。フェレールのアプローチは世俗的なものであり、教育課程への国家と教会の干渉を拒否し、生徒たちに学習と出席についての大きな自治権を与えた。フェレールは労働者階級の教育を目指し、生徒の間に階級意識を抱くことを明確に求めた。学校は国家から絶え間ない妨害を受けて閉鎖され、フェレールは後に逮捕された。しかし、彼のアイデアは近代的な学校のインスピレーションを世界中に与えた。クリスチャン・アナキストのレフ・トルストイも同様の学校を設立しており、「教育が効果的であるためには、自由でなければならない」という創立理念を掲げていた。同様に、A・S・ニールも1921年にサマーヒル・スクールを設立し、抑圧から自由であることを宣言した。すべてのアナキストによる学校は、主に道徳的価値、すなわち、操作されることなく自由に成長する子供の権利を尊重することに基づいていた。しかし、彼らは若者を政治と階級闘争へ導くべきかどうかというジレンマに直面した。20世紀初頭のほとんどのアナキストの教育者は中立的な立場を取らず、その後の数十年間に渡って特定の問題でアナキストを悩ませ続けた。それから数十年後、ハーバート・リード、コリン・ワード、ポール・グッドマンなどのアナキストの作家らは、公教育、さらには教育学的方法としての学校教育の必要性にまで批判を拡大・強化し、子供たちをキャリアハンターにするのではなく、子供たちの創造性に焦点を合わせるシステムを提案した。
アナキストの教育は、操作されることなく自由に成長する子供の権利を尊重すべきであり、合理性が子供を道徳的に良い結論に導くという考えに基づいている。しかし、何が操作を構成するかについては、アナキストの間で意見の一致が見られない。例えば、フェレールは道徳的な教化が必要であると考えていた。彼は、ナショナリズムや政府に対する他の批判と同様に、資本主義の下では、平等や自由、社会正義は不可能であるということを生徒たちに明確に教えていた。
20世紀後半から現代にかけてのアナキストの作家（ハーバート・リード、コリン・ワード、ポール・グッドマンなど）は、公教育に対する批判を拡大・強化した。主に、子供たちがキャリアを積んだり、消費社会に参加したりする能力よりも、子供たちの創造性に焦点を当てたシステムの必要性に注目した。Colin Wardのような現代のアナキストは、公教育が社会的不平等を永続させる役割を果たしていると更に主張している。
現代まで生き残っているアナキストの教育機関は少ないが、子供の自律性を尊重し、教育方法としての教化よりも理性的思考に頼るというアナキストの学校の基本原則は、主要な教育機関の間で広まっている。

### アナキズムと国家
国家とその制度への反対はアナキズムの必須要件である。アナキストは国家を支配のための道具であると考えており、政治的傾向に関係なく国家は不当なものであると考えている。人々が自身の生活の側面を制御できる代わりに、重要な決定は一部のエリートによって下される。権威は最終的に権力のみにかかっており、それは開放的であろうと透明性があろうと関係なく人々を強制する力を持っている。国家に対するアナキストのもう一つの主張は、政府を構成する一部の人々は、たとえ役人の中で最も利他的であろうと、不可避的にさらなる権力を掌握しようとして、汚職につながるということである。アナキストは、支配階級は爾余の社会と区別されているため、国家が人々の集合的な意志であるという主張はお伽噺にすぎないと考えている。

### アナキズムと芸術

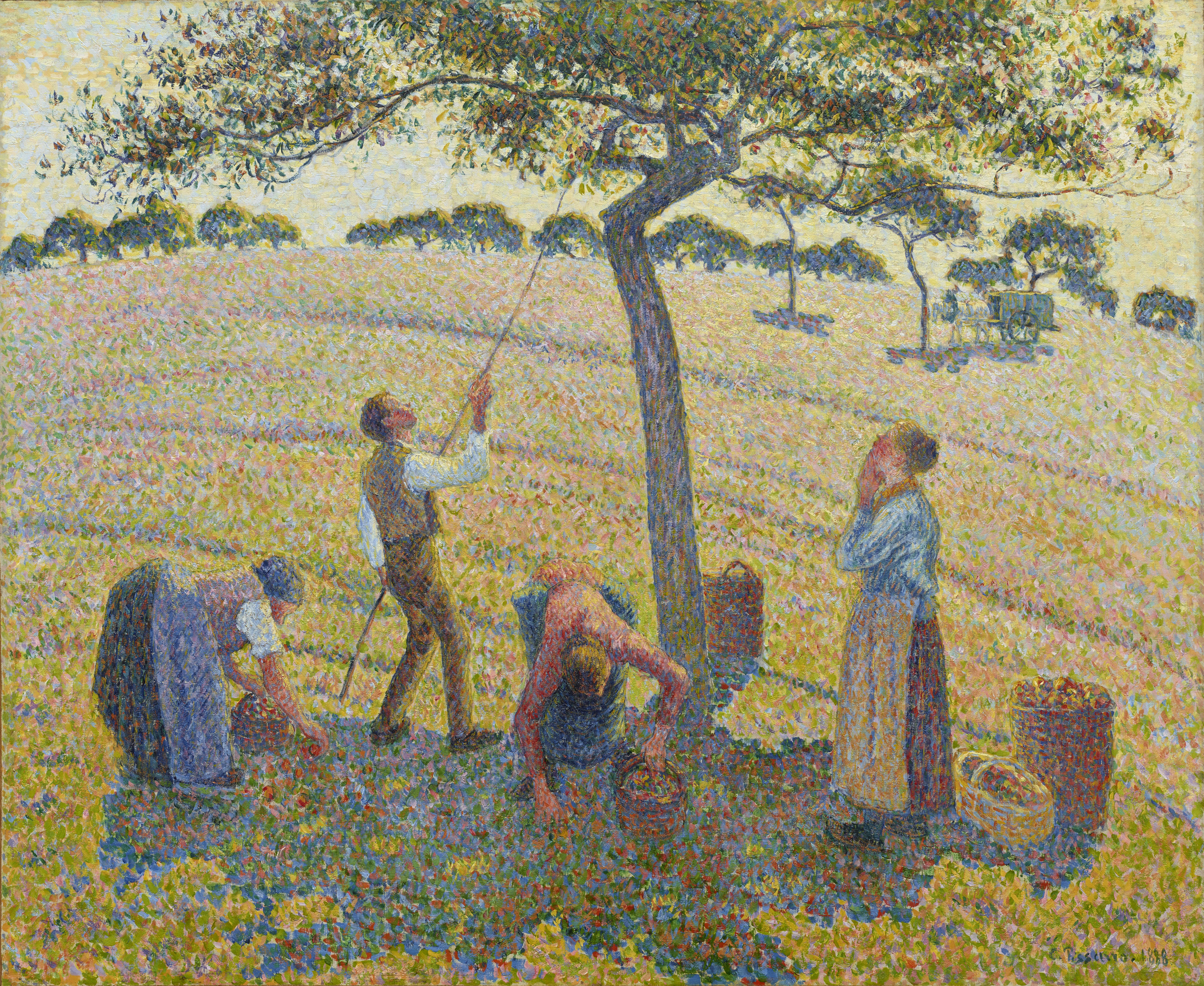
アナキストの画家、カミーユ・ピサロによる『リンゴの収穫、エラニー』（1888年）。19世紀の新印象派は、エコロジカルな美学を持っており、社会主義への道を歩むアナキストの認識例を示している。この具体的絵画の中で、美学と社会的調和の融合が如何にして理想的な無政府主義的農耕社会を予示しているかに注目されたい。

アナキズムと芸術は、古典的アナキズムの時代に深い関わりを持っていた。特に未来派やシュルレアリスムなど、当時発展していた芸術的潮流と深い結びつきがあった。一方で文学の世界では、アナキズムは主にニューアポカリプスや新ロマン主義と結びついていた。レフ・トルストイやハーバート・リードなどのアナキストは、芸術家と非芸術家の境界線、つまり芸術と日常の行為を分かつものは資本主義による疎外が生み出した構築物であり、それが人間の歓喜に満ちた生活を妨げていると主張した。他のアナキストたちは、アナキストの目標を達成するための手段としての芸術を支持・主張していた。三つの重なり合う性質が、芸術をアナキストにとって有用なものにした。それは、既存の社会やヒエラルキーに対する批判を描くことができ、アナキストの理想的社会を反映するための予見的道具として機能し、直接行動などの抗議活動の手段としても機能する。感性と理性の両方に訴えかける芸術は「人類全体」に訴えかえ、強力な効果を発揮し得る。

### アナキズムと自由恋愛主義

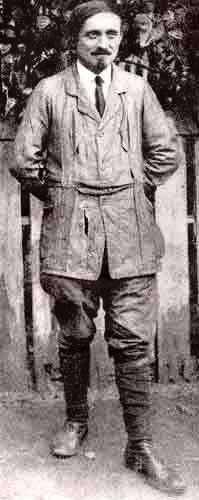
フランスの個人主義的無政府主義者エミール・アルマンドは、20世紀初頭のパルチザン・アナキスト・ミリューで自由恋愛の美徳を説いた。

ジェンダーとセクシュアリティはヒエラルキーのダイナミクスをもたらす。アナキズムには、ジェンダーロールが伝統的に課しているダイナミクスによる個人の自律性の抑圧に反対し、分析・対処する義務がある。
1890年から1920年の間に隆盛したアナキズム内の歴史的な流れは自由恋愛であり、ある意味ではポリアモリーとクィア・アナキズムを支持する傾向として現在でも生き残っている。自由恋愛の支持者は、「男性に有利な立場を与える結婚法の下で、女性に権威を押し付ける」という男性の方法としての結婚に反対していた。自由恋愛という概念は、性的な自由と喜びから女性を制限する既存体制全体への批判という遥かに広範なものだった。ベッドを共にする同志を持つ多くの様々な家庭があったため、この運動は現実に近いものになった。自由恋愛は、ヨーロッパとアメリカの両方にルーツがあった。一部のアナキストは、嫉妬が生じたように、自由恋愛が必ずしも良い影響だけをもたらすとは限らないことを発見した。アナキストのフェミニストは自由恋愛とプロチョイスの支持者であり、結婚に反対するなど、同様のアジェンダを持っていた。アナキストと非アナキストのフェミニストは、選挙権に関する意見で異なっていたが、それでもお互いを支持し合っていた。
アナキズムは、20世紀後半に第二波のアナキズムと交錯し、フェミニズム運動のいくつかの潮流を急進化させ、同じように影響を受けた。20世紀最後の数十年まで、アナキストとフェミニストは、女性、同性愛者、クィア、およびその他の疎外されたグループの権利と自律性を主張し、フェミニストの思想家の中には、この二つの潮流の融合を示唆する者もいた。アナキズムの第三波では、性的アイデンティティと強制的異性愛がアナキストの顕微鏡の下に置かれ、性的規範性に対するポスト構造主義的な批判が行われた。しかし、一部のアナキストは、個人主義に傾倒していることを指摘し、それによって社会的解放の大義を欠いてしまっているとして、この考え方の路線から距離を置いた。

## 反対論・保守的アナキズム
哲学講師のAndrew G. Fialaは、アナキズムに反対する５つの主な論拠を挙げている。第一に、アナキズムは実利的世界（つまり抗議活動の場）だけではなく、倫理の世界でも暴力や破壊と関係していることを指摘している。第二に、犯罪から市民を守るために行動する国家、あるいは国家に類似した何かがなければ、社会が機能することは不可能であるというものである。Fialaは、トマス・ホッブズの「リヴァイアサン」やロバート・ノージックの「夜警国家」を例に挙げている。第三に、アナキズムは現実的に国家を打倒することができないため、実現不可能であるか、あるいはユートピア的であるとの評価である。この種の主張は、制度を改革するために制度内での政治的行動を求めることが多い。第四に、「archiei」には誰もいないと主張しているが、多くの人々に受け入れられれば、アナキズムは支配的な政治理論に変わるため、自己矛盾しているということである。この種の批判も、集団行動を求めるアナキストの呼びかけは個人の自律性の支持と競合しており、それゆえ集団行動をとることができないという自己矛盾から来ている。最後に、Fialaは哲学的無政府主義への批判として、その議論と思考はすべて無力なものであり、そうこうしている間にも資本主義とブルジョワ階級は依然として強く残っているということに言及している。
哲学的無政府主義は、A. John Simmonsの『Moral Principles and Political Obligations』（1979年、未邦訳）のような親アナキズム的書籍が出版された後、アカデミアの人々から批判を受けた。法学教授のWilliam A. Edmundsonは、哲学的無政府主義の誤った三大原則に反駁するエッセイを執筆した。Edmundsonは、通常の国家に従う義務は確かにないが、だからといってアナキズムが必然的な結論になるということはありえず、国家が道徳的に正当なものであることに変わりはないと主張している。

### 保守的アナキズム
台湾の政治家である唐鳳（オードリー・タン）は自らを「保守的なアナキスト」と呼ぶ。氏の考えるアナキズムとは「強制のない世界」で、権力に縛られず、暴力で威圧されず、変革に取り組むが、進歩のために伝統を切り捨てたりはしない。肝心なのは強制のなさであり、日本語訳の「無政府主義」はアナキズムの意味を狭めると批判する。

## 関連図書

### 和書
- 日本アナキズム運動人名事典編集委員会『増補改訂 日本アナキズム運動人名事典』ぱる出版、2019年。ISBN 978-4-8272-1199-3。 NCID BB28071185。
- 森元斎『アナキズム入門』筑摩書房、2017年。ISBN 978-4-480-06952-8。 NCID BB23240693。
- シンディ=ミルスタイン 著、森川莫人 訳『アナキズムの展望：資本主義への抵抗のために：シンディ=ミルスタインアンソロジー』『アナキズム叢書』刊行会、2014年。ISBN 978-4-9906-2307-4。 NCID BB18505405。
- ジョージ・ウドコック 著、白井厚 訳『アナキズム 1(思想篇) 復刊版』紀伊國屋書店、2002年。ISBN 978-4-314-00917-1。 NCID BA5820834X。
- ジョージ・ウドコック 著、白井厚 訳『アナキズム 2(運動篇) 復刊版』紀伊國屋書店、2002年。ISBN 978-4-314-00918-8。 NCID BA5820834X。
- 松下竜一『松下竜一 その仕事〈18〉久さん伝』河出書房新社、2000年。ISBN 978-4-309-62068-8。 NCID BA46138859。
- ジョン・クランプ 著、碧川多衣子 訳『八太舟三と日本のアナキズム』青木書店、1996年。ISBN 978-4-250-96027-7。 NCID BN14868467。
- アンドレ・レスレール 著、小倉正史 訳『アナキズムの美学：破壊と構築:絶えざる美の奔流』現代企画室、1994年。ISBN 978-4-7738-9410-3。 NCID BN11779167。
- 松下竜一『久さん伝：あるアナキストの生涯』講談社、1983年。ISBN 978-4-06-200653-8。 NCID BN0132628X。
- I.L.ホロヴィツ 著、今村五月ほか 訳『アナキスト群像』批評社、1981年。ISBN 978-4-8265-0025-8。 NCID BN03496393。
- ジェームズ・ジョル 著、萩原延寿 訳『アナキスト』岩波書店、1975年。 NCID BN00597601。
- ダニエル・ゲラン 著、長谷川進 訳『神もなく主人もなく：アナキズム・アンソロジー』三一書房、1973年。 NCID BN05640275。
- アンリ・アルヴォン 著、左近毅 訳『アナーキズム』白水社、1972年。ISBN 978-4-560-05520-5。 NCID BN01495720。
- 農村青年社運動史刊行会『1930年代に於ける日本アナキズム革命運動：資料農村青年社運動史：自由コンミュンの樹立とその実践』ウニタ書舗、1972年。 NCID BN01103514。
- マックス・ネットラウ 著、上杉聡彦 訳『アナキズム小史』三一書房、1970年。 NCID BN01229035。
- ダニエル・ゲラン 著、江口幹 訳『現代アナキズムの論理：思想と状況』三一書房、1969年。ISBN 978-4-380-69006-8。 NCID BN04949904。
- ハーバート・リード 著、大沢正道 訳『アナキズムの哲学』法政大学出版局、1968年。 NCID BN05009460。
- ダニエル・ゲラン 著、江口幹 訳『現代のアナキズム：甦える絶対自由の思想』三一書房、1967年。ISBN 978-4-380-67006-0。 NCID BN10072524。

### 洋書
- Barclay, Harold B. (1990). People Without Government: An Anthropology of Anarchy. Kahn & Averill. ISBN 978-0-939306-09-1
- Edmundson, William A. (2007). Three Anarchical Fallacies: An Essay on Political Authority. Cambridge University Press. ISBN 978-0-521-03751-8 - 哲学的無政府主義批判。
- Harper, Clifford (1987). Anarchy: A Graphic Guide. Camden Press. ISBN 978-0-948491-22-1
- Le Guin, Ursula K. (2009). The Dispossessed. HarperCollins  Anarchistic popular fiction novel
- Kinna, Ruth (2005). Anarchism: A Beginners Guide. Oneworld. ISBN 978-1-85168-370-3
- Sartwell, Crispin (2008). Against the State: An Introduction to Anarchist Political Theory. SUNY Press. ISBN 978-0-7914-7447-1
- Scott, James C. (2012). Two Cheers for Anarchism: Six Easy Pieces on Autonomy, Dignity, and Meaningful Work and Play. Princeton, New Jersey: Princeton University Press. ISBN 978-0-691-15529-6
- Wolff, Robert Paul (1998). In Defense of Anarchism. University of California Press. ISBN 978-0-520-21573-3 An argument for philosophical anarchism

### 学派
- 社会的無政府主義
- 個人主義的無政府主義
- 無政府共産主義
- 無政府資本主義
- 反乱的無政府主義（英語版）
- アナルコ・サンディカリスム
- アナルコ・ミューチュアリズム
- アナルコ・プリミティビズム
- アナルコ・トランスヒューマニズム
- アナルコ・パシフィズム
- オートノミー
- 民族アナキズム
- グリーン・アナキズム
- エゴイスト・アナキズム（英語版）
- アナルカ・フェミニズム
- クィア・アナキズム（英語版）
- 形容詞のないアナキズム（英語版）

### 組織
- パリ・コミューン
- ドゥルティの友
- 怒りの旅団
- ナロードニキ
- ギロチン社
- 黒色青年連盟
- 日本無政府共産党
- 農村青年社
- 日本アナキスト連盟
- アナキスト革命連合
- 無政府共産主義者同盟
- アナキスト高校生連合
- 東アジア反日武装戦線
- ドイツ無政府主義ポゴ党
- ブラック・ブロック

### 文化人
- ルイ・オーギュスト・ブランキ
- ウィリアム・ゴドウィン
- ピエール・ジョゼフ・プルードン
- マックス・シュティルナー
- ミハイル・バクーニン
- エリゼ・ルクリュ
- ダニエル・ゲラン
- ジョルジュ・ソレル
- ピョートル・クロポトキン
- レフ・トルストイ
- ネストル・マフノ
- エマ・ゴールドマン
- エミリアーノ・サパタ
- ロバート・シェイ
- ジェロ・ビアフラ
- ルドルフ・ロッカー
- ジャック・エリュール
- 幸徳秋水
- 朴烈
- 金子文子
- 古田大次郎
- 竹中労
- 宮下太吉
- 内山愚童
- 大杉栄
- 伊藤野枝
- 石川三四郎
- 難波大助
- 奥崎謙三
- 牧田吉明
- 秋山清
- 埴谷雄高
- 中浜哲